# يشعوريات
اليشعوريات (الاسم العلمي: Polytrichales) هي رتبة من النباتات تتبع طائفة الحزازيات اليشعورية من شعبة النباتات الطحلبية.

## فصائل
- اليشعورية